# Setia pulcherrima
Setia pulcherrima is een slakkensoort uit de familie van de Rissoidae. De wetenschappelijke naam van de soort is voor het eerst geldig gepubliceerd in 1848 door Jeffreys.